# Templeři

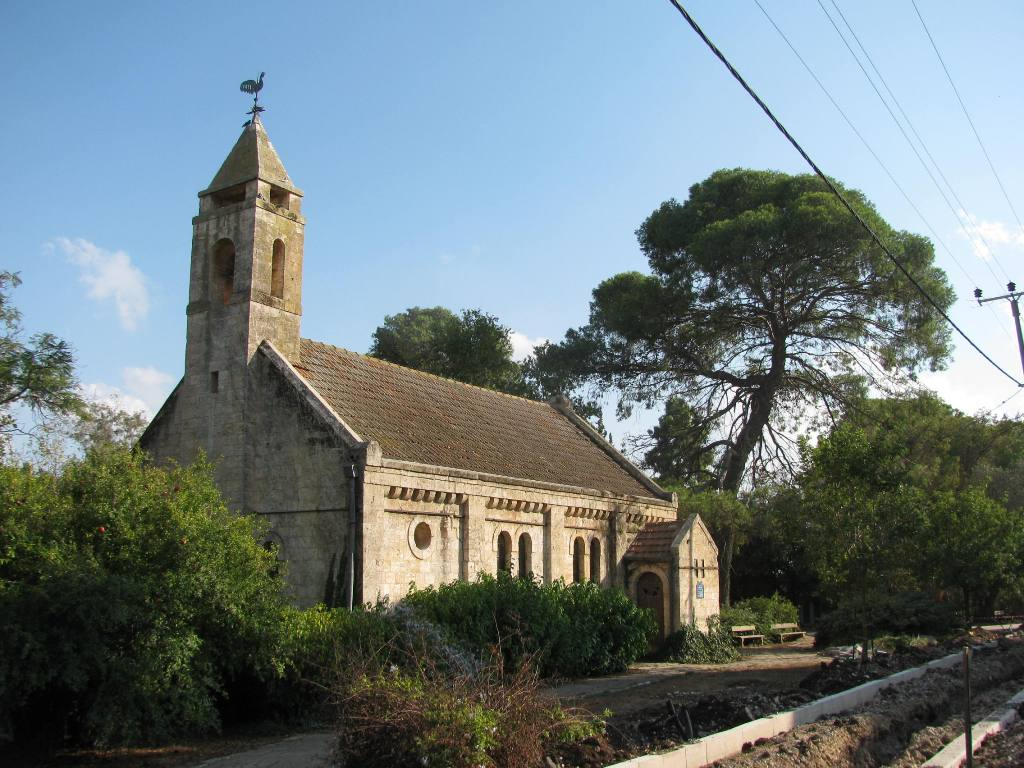
Protestantský kostel v Alonej Abba (bývalá templerská osada Waldheim)

Templeři (německy Tempelgesellschaft, dříve Deutscher Tempel) jsou protestantská náboženská sekta, která byla založena v Německu.
Jejími zakladateli byli v roce 1861 Christoph Hoffmann a Georg David Hardegg. Tato náboženská společnost usilovala o reálnou přítomnost ve Svaté zemi, kam přesídlili její členové. V tehdejší Palestině ovládané Osmanskou říší založili templeři několik zemědělských osad. V první fázi šlo o kolonii na úpatí hory Karmel (dnes součást města Haifa), založenou v roce 1868 a o osadu Šarona (dnes součást Tel Avivu. V další fázi počátkem 20. století templeři založili osady Wilhelma (dnes Bnej Atarot), Valhalla (poblíž Šarony), Betlehem in Galiläa (dnes Bejt Lechem ha-Glilit) a Waldheim (dnes Alonej Abba).
Roku 1867 se skupina templerů pokoušela i o zřízení zemědělské osady v lokalitě Tel Šimron, ale kvůli výskytu malarické chřipky místo opustili. Osadu Refaim zřídili i na okraji Jeruzaléma (dnes čtvrť ha-Mošava ha-Germanit).
Ve 30. letech 20. století část Templerů v Palestině ovlivnila nacistická ideologie. Za 2. světové války byla komunita britskými úřady internována a deportována. Velká část Templerů byla přesídlena do Austrálie, kde dodnes působí.